# Fodina sakalava
Fodina sakalava là một loài bướm đêm trong họ Noctuidae.